# بوعلام عميروش
 بوعلام عميروش  (1942 الجزائر) هو لاعب كرة قدم جزائري.